# Янь Чжэньцин
Янь Чжэньци́н (кит. трад. 顏真卿, упр. 颜真卿, пиньинь Yán Zhēnqīng; 709—785) — ведущий каллиграф, поэт и чиновник империи Тан. Ученик Чжан Сюя. Согласно В. Г. Белозёровой, до сегодняшнего дня изучение китайской каллиграфии начинается со стиля Янь Чжэньцина.
Принимал участие в подавлении мятежа генерала Ань Лушаня в 755 году.
В 783 году Янь Чжэньцин был отправлен к мятежным войскам для переговоров об их сдаче. Переговоры имели катастрофические для поэта последствия, он был взят в плен и, после отказа перейти на сторону восставших, казнён.